# U 503 (Kriegsmarine)
De U 503 was een U-boot van de IX C-klasse van de Duitse Kriegsmarine tijdens de Tweede Wereldoorlog. De tewaterlating gebeurde op 5 april 1940 bij de Deutsche Werft te Hamburg. De boot werd op 10 juli 1940 onder Kptlt. Otto Gericke in dienst genomen en zonk in maart 1942.

## Geschiedenis
De U 503, veldpostnummer M-43854, begon zijn training bij de 2. Unterseebootsflottille op 10 juli 1941 en beëindigde die op 1 februari 1942. Tijdens de trainingsperiode brak er brand uit op het bovendek, waardoor reparatiewerkzaamheden van 22 november tot 28 december 1941 uitgevoerd moesten worden. 

Vanuit Kiel vertrok de U 503 op 15 februari via Helgoland naar Bergen. Daar vertrok hij op 28 februari 1942 voor zijn eerste en enige patrouille. 

Op 15 maart 1942 zonk de U 503 ten zuidoosten van Newfoundland in de Noord-Atlantische Oceaan op positie 45° 50′ 0″ NB, 48° 50′ 0″ WL door dieptebommen vanaf een Amerikaans Lockheed Hudson-vliegtuig van Squadron VP-82, gestationeerd op NS Argentia, die op dat moment Konvooi ON-72 begeleidde. Alle 51 bemanningsleden kwamen hierbij om het leven.

## Commandant
| Van          | Tot           | Commandant          |
| ------------ | ------------- | ------------------- |
| 10 juli 1941 | 15 maart 1942 | Kptlt. Otto Gericke |

## Patrouilles
| Nr | Vertrek                      | Aankomst                     | Aantal dagen |
| -- | ---------------------------- | ---------------------------- | ------------ |
|    | 15 februari 1942 - Kiel      | 16 februari 1942 - Helgoland | 2            |
|    | 19 februari 1942 - Helgoland | 22 februari 1942 - Bergen    | 4            |
| P1 | 28 februari 1942 - Bergen    | 15 maart 1942 (gezonken)     | 16           |